# Барклай, Уильям
Уильям Эдвард Барклай (англ. William Edward Barclay; 14 июня 1857, Дублин — 30 января 1917, Ливерпуль) — ирландский футбольный тренер. Первый главный тренер «Эвертона», впоследствии ставший первым тренером «Ливерпуля».

## Карьера
Барклай руководил «Эвертоном» только в первых двадцати двух играх этой команды. Когда большинство членов клуба после ссоры с Джоном Хоулдингом высказалось за то, чтобы команда нашла себе вместо «Энфилда» новый стадион (в итоге «синие» переехали на «Гудисон Парк»), Уильям оказался одним из тех, кто остался с Хоулдингом, чтобы основать новый клуб, впоследствии названный «Ливерпулем».
За то время, пока он и Джон Маккена были тренерами клуба, «Ливерпуль» успел выиграть титул чемпиона Второго дивизиона, год спустя вылететь из Первого дивизиона, чтобы ещё через год снова выиграть розыгрыш Второго дивизиона и вернуться в элиту.
Барклай дважды становился председателем совета директоров клуба, а также работал в Футбольной Ассоциации.

## Личная жизнь
Уильям женился в возрасте двадцати лет. Его избранницей стала 23-летняя Эмили Джей Кинг, уроженка Хаддерсфилда. Их венчание состоялось 5 июня 1878 года в церкви Адмарш в местечке Блисдейл на юго-востоке Ланкашира.
Их первенец Гарольд Дэвид Грант родился в марте 1879 года, но спустя год умер. В августе 1881 года у них родилась дочь, которую назвали Руби Гертруда Изабель. В 1882 и 1886 году у них появились двое сыновей — Фрэнсис Энни Мортон и Годфри Дэвид Мартин.
Барклай покончил жизнь самоубийством в январе 1917 года в Ливерпуле. Он был найден мёртвым в своём собственном доме на Аппер-Бо-стрит. Похоронен на кладбище Энфилд.